# Dead Man Walking (David Bowie)
Dead Man Walking è un brano musicale composto dal musicista britannico David Bowie e dal chitarrista statunitense Reeves Gabrels, incluso nell'album del 1997 Earthling, e pubblicato come singolo estratto da esso. La canzone raggiunse la posizione numero 32 nella classifica britannica.
Il riff di chitarra presente nell'introduzione del brano risale agli anni sessanta quando Jimmy Page lo portò a Bowie. Bowie lo utilizzò per il suo brano The Supermen nel 1970, e lo riutilizzò 25 anni dopo per Dead Man Walking.

## Tracce singolo

### 2-track CD
1. Dead Man Walking (edit) – 4:01
2. Dead Man Walking (Album version) – 6:50

Pubblicato il 21 marzo 1997 nei Paesi Bassi dalla BMG.

### Arista / 74321 47480 2 (EU)
1. Dead Man Walking (Moby mix) – 7:31
2. Dead Man Walking (Album version) – 6:50
3. I'm Deranged (Jungle mix) – 7:00

Pubblicato il 21 marzo 1997 nei Paesi Bassi dalla BMG.

### CD: Arista / 74321 47614 2 (EU)
1. Dead Man Walking (Moby mix) – 7:31
2. Dead Man Walking (House mix) – 6:00
3. Dead Man Walking (This One's Not Dead Yet Remix) – 6:28
4. Dead Man Walking (Vigor Mortis Remix) – 6:29

Pubblicato il 24 marzo 1997 nei Paesi Bassi dalla BMG.

### CD: RCA / 74321 47584 2 (UK)
1. Dead Man Walking (Single edit) – 4:01
2. I'm Deranged (Jungle mix) – 7:00
3. The Hearts Filthy Lesson (Good Karma mix) – 5:00

Pubblicato il 14 aprile 1997 in Gran Bretagna da RCA e BMG.

### CD: RCA / 74321 47585 2 (UK)
1. Dead Man Walking (Album version) – 6:50
2. Dead Man Walking (Moby mix 1) – 7:31
3. Dead Man Walking (House mix) – 6:00
4. Dead Man Walking (This One's Not Dead Yet Remix) – 6:28

Pubblicato il 14 aprile 1997 in Gran Bretagna da RCA e BMG.

### CD: Arista / 74321 47614 2 (Australia)
1. Dead Man Walking (Single edit) – 4:01
2. Dead Man Walking (Moby mix 1) – 7:31
3. Dead Man Walking (House mix) – 6:00
4. Dead Man Walking (This One's Not Dead Yet Remix) – 6:28
5. Dead Man Walking (Vigor Mortis Remix) – 6:29

Pubblicato il 28 aprile 1997 in Australia dalla BMG.

### Arista / BVCA-8845 (Giappone)
1. Dead Man Walking (Single edit) – 4:01
2. Dead Man Walking (House mix) – 6:00
3. Dead Man Walking (This One's Not Dead Yet Remix) – 6:28
4. I'm Deranged (Jungle mix) – 7:00

Pubblicato nel maggio 1997 in Giappone.

### UK 12" vinyl version
1. Dead Man Walking (House mix) – 6:00
2. Dead Man Walking (Vigor Mortis Remix) – 6:29
3. Telling Lies (Paradox mix)

### Italian 12" vinyl version
1. Dead Man Walking (Moby mix 1) – 7:31
2. Dead Man Walking (House mix) – 6:00
3. Dead Man Walking (This One's Not Dead Yet Remix) – 6:28
4. Dead Man Walking (Vigor Mortis Remix) – 6:29

## Formazione
- David Bowie – produzione, voce, campionamenti
- Gail Ann Dorsey – basso, cori
- Zachary Alford[3] – batteria
- Mike Garson – tastiere, pianoforte
- Mark Plati – drum loops, percussioni elettroniche, produzione, programming, campionamenti
- Reeves Gabrels – produzione, chitarre, voce

## Riferimenti in altri media
- Il brano è stato inserito nella colonna sonora del film Il santo del 1997.